# Tom Abernethy
Thomas Craig "Tom" Abernethy (South Bend, Indiana, 6 de mayo de 1954) es un exbaloncestista estadounidense que disputó cinco temporadas en la NBA y dos más en la liga italiana. Con 2,00 metros de estatura, jugaba en la posición de ala-pívot.

## Trayectoria deportiva

### Universidad
Jugó durante cuatro temporadas en los Hoosiers de la Universidad de Indiana, en las que promedió 5,9 puntos y 3,7 rebotes por partido. Fue titular en 1976, cuando los Hoosiers se hicieron con el título de la NCAA, en la que derrotaron a Michigan en la final por 86-68, con 11 puntos y 4 rebotes de Abernethy.

#### Estadísticas
| Temporada | Equipo           | Conferencia | Partidos | MIN | TC  | TCA | %TC  | 3P | 3PA | %3P | TL  | TLA | %TL  | REB | PTS  |
| 1972-73   | Indiana Hoosiers | Big Ten     | 18       |     | 1.0 | 2.7 | .375 |    |     |     | 0.2 | 0.4 | .571 | 2.6 | 2.2  |
| 1973-74   | Indiana Hoosiers | Big Ten     | 28       |     | 2.2 | 4.0 | .549 |    |     |     | 1.3 | 1.7 | .750 | 3.6 | 5.7  |
| 1974-75   | Indiana Hoosiers | Big Ten     | 32       |     | 1.6 | 3.0 | .526 |    |     |     | 1.0 | 1.7 | .574 | 3.0 | 4.2  |
| 1975-76   | Indiana Hoosiers | Big Ten     | 32       |     | 4.2 | 7.4 | .561 |    |     |     | 1.7 | 2.3 | .743 | 5.3 | 10.0 |
| Total     | Indiana Hoosiers |             | 110      |     | 2.4 | 4.5 | .533 |    |     |     | 1.1 | 1.7 | .689 | 3.7 | 5.9  |

### Profesional
Fue elegido en la cuadragésimo tercera posición del Draft de la NBA de 1976 por Los Angeles Lakers, donde jugó dos temporadas a las órdenes de Jerry West como suplente, siendo la más destacada la primera, en la que promedió 6,3 puntos y 4,2 rebotes por partido.
Antes del comienzo de la temporada 1978-79 fue traspasado a Buffalo Braves a cambio de una futura segunda ronda del draft, pero en su condición de agente libre negoció su fichaje con los Golden State Warriors, recibiendo los Braves otra ronda del draft como compensación. En su primera temporada en el equipo promedió 6,0 puntos y 3,1 rebotes por partido.
Con la temporada 1980-81 ya comenzada, fue despedido, fichando entonces por Indiana Pacers, donde sólo jugó 29 partidos en los que promedió 2,0 puntos.
Al quedarse sin equipo en la NBA, continuó su carrera en el Basket Brescia de la liga italiana, donde permaneció dos temporadas, ascendiendo al equipo a la Seria A, en las que promedió 21,6 puntos Y 7,1 rebotes por partido.

## Estadísticas de su carrera en la NBA

### Temporada regular
| Año     | Equipo       | PJ  | PT | MPP  | %TC  | %3P  | %TL  | RPP | APP | ROB | TPP | PPP |
| ------- | ------------ | --- | -- | ---- | ---- | ---- | ---- | --- | --- | --- | --- | --- |
| 1976–77 | L.A. Lakers  | 70  | –  | 19.7 | .484 | –    | .754 | 4.2 | 1.4 | .7  | .1  | 6.3 |
| 1977–78 | L.A. Lakers  | 73  | –  | 18.0 | .498 | –    | .820 | 3.6 | 1.4 | .8  | .3  | 6.8 |
| 1978–79 | Golden State | 70  | –  | 17.4 | .515 | .000 | .745 | 3.1 | 1.1 | .6  | .2  | 6.0 |
| 1979–80 | Golden State | 67  | –  | 18.2 | .481 | .000 | .683 | 2.9 | 1.3 | .5  | .2  | 5.4 |
| 1980–81 | Golden State | 10  | –  | 3.9  | .333 | .000 | .667 | .8  | .1  | .1  | .0  | .4  |
| 1980–81 | Indiana      | 29  | –  | 8.9  | .429 | .000 | .579 | 1.4 | .6  | .2  | .1  | 2.0 |
| Total   | Total        | 319 | –  | 17.0 | .492 | .000 | .747 | 3.2 | 1.2 | .6  | .2  | 5.6 |

### Playoffs
| Año   | Equipo      | PJ | PT | MPP  | %TC  | %3P  | %TL   | RPP | APP | ROB | TPP | PPP |
| ----- | ----------- | -- | -- | ---- | ---- | ---- | ----- | --- | --- | --- | --- | --- |
| 1977  | L.A. Lakers | 11 | –  | 19.5 | .420 | –    | .815  | 3.6 | 2.0 | .6  | .2  | 5.8 |
| 1978  | L.A. Lakers | 2  | –  | 6.0  | .250 | –    | 1.000 | 1.0 | .5  | .0  | .0  | 2.0 |
| Total | Total       | 13 | 4  | 17.4 | .407 | .000 | .828  | 3.2 | 1.8 | .5  | .2  | 5.2 |